# Ageleradix schwendingeri
Ageleradix schwendingeri — вид аранеоморфних павуків родини Agelenidae. Тіло досягає 7,6 мм завдовжки.

## Поширення
Ageleradix schwendingeri поширений у Тибеті та провінції Сичуань у Китаї.